# Castronuevo
Castronuevo (auch Castronuevo de los Arcos) ist ein nordwestspanischer Ort und eine Gemeinde (municipio) mit 218 Einwohnern (Stand: 2024) im Osten der Provinz Zamora in der Autonomen Gemeinschaft Kastilien-León.

## Lage und Klima
Der Ort Castronuevo liegt am Río Valderaduey in der kastilisch-leonesischen Hochebene in einer Höhe von etwa 700 m. Die sehenswerte Stadt Toro liegt knapp 17 km (Fahrtstrecke) südöstlich und die Provinzhauptstadt Zamora befindet sich ca. 33 km südwestlich. Das Klima im Winter ist durchaus kalt, im Sommer dagegen warm bis heiß; die spärlichen Regenfälle (ca. 430 mm/Jahr) fallen verteilt übers ganze Jahr.

## Bevölkerungsentwicklung
| Jahr      | 1857 | 1900 | 1950 | 2000 | 2020 |
| Einwohner | 627  | 886  | 1050 | 352  | 225  |

Der deutliche Bevölkerungsrückgang in der zweiten Hälfte des 20. Jahrhunderts ist im Wesentlichen auf die Mechanisierung der Landwirtschaft, die Aufgabe bäuerlicher Kleinbetriebe („Höfesterben“) und den damit einhergehenden Verlust von Arbeitsplätzen zurückzuführen.

## Wirtschaft
Die auf den fruchtbaren Lehm- und Lössböden der Tierra de Campos betriebene Feldwirtschaft, zu der auch der Weinbau gehörte, und die Haltung von Kleinvieh (v. a. Hühner) bildeten jahrhundertelang die Lebensgrundlage der als Selbstversorger lebenden Bevölkerung der Region; Esel wurden als Tragtiere gehalten. Seit dem Mittelalter entwickelten sich auch Handwerk, Kleinhandel und Dienstleistungsbetriebe aller Art. Viele ältere Häuser werden heute als Ferienwohnungen (casas rurales) vermietet.

## Geschichte
Auf dem Gemeindegebiet wurden steinzeitliche Kleinfunde gemacht; auch die Überreste von drei Dolmen (El Juncal I–III) wurden in der Umgebung des Ortes gefunden. Aus römischer Zeit gibt es drei kleinere archäologische Fundstätten, in denen Reste von Ziegeln (tegulae) etc. entdeckt wurden. Westgoten und selbst die Mauren, die bereits im 10. Jahrhundert im Rahmen der Reconquista nach Süden abgedrängt werden konnten, hinterließen keine Spuren. Ende des 10. Jahrhunderts machte der maurische Heerführer Almansor die christlichen Erfolge vorübergehend wieder zunichte, doch im 11. Jahrhundert dehnte das Königreich León sein Herrschaftsgebiet erneut bis zur Duero-Grenze aus. Die Region wurde neu- oder wiederbesiedelt (repoblación). Im 12. Jahrhundert wird der Ort erstmals erwähnt. Nach vorangegangenen Versuchen vereinigte sich León im Jahr 1230 endgültig mit dem Königreich Kastilien, doch kam es auch in der Folgezeit wiederholt zu Auseinandersetzungen. Seine Blütezeit erlebte der Ort im ausgehenden Mittelalter und in der frühen Neuzeit: Im Jahr 1391 entstand eine Grundherrschaft (señorío), die im Jahr 1624 von Philipp II. zur Grafschaft (Condado de Castronuevo) erhoben wurde.

## Sehenswürdigkeiten

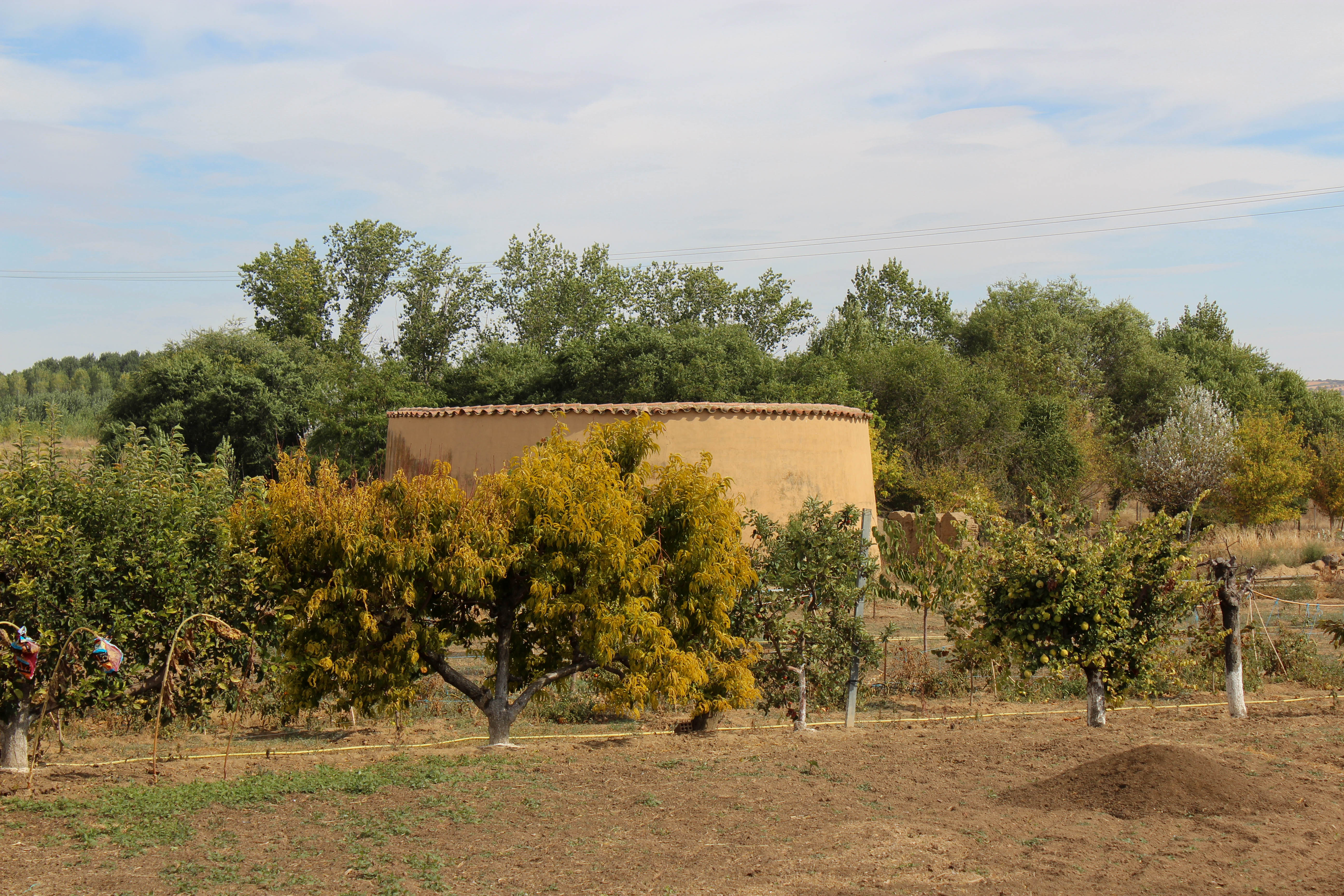
Castronuevo – Taubenhaus

- Die im Mudéjar-Stil aus verputzten Bruchsteinen und sichtbaren Ziegelsteinen erbaute Iglesia de Nuestra Señora de la Asunción entstand wahrscheinlich schon im 16. Jahrhundert. Der gänzlich aus Ziegelsteinen errichtet Glockenturm (campanario) ist eine Hinzufügung der Barockzeit. Im Innern befinden sich mehrere Altarretabel (retablos).
- Auf einem abgestuften Sockel südlich der Kirche erhebt sich ein schmiedeeisernes Kreuz.

Umgebung
- In der Umgebung des Ortes stehen mehrere Taubenhäuser (palomares) mit kreisrundem Grundriss.